# 니시오카 시호
니시오카 시호(일본어: 西岡 詩穂, にしおか しほ, 1989년 2월 23일 ~)는 일본의 펜싱 선수로 주 종목은 플뢰레이다. 2012년 하계 올림픽에서 그녀는 여자 플뢰레 개인전과 단체전에 출전하였다. 그러나, 개인전에서는 32강에서 이탈리아의 발렌티나 베찰리에게 8-14로 패하였고, 단체전에서는 7위를 기록하였다.